# 横浜鋼業
横浜鋼業株式会社（よこはまこうぎょう）は、かつて存在した鋼材専門商社である。2013年3月1日に親会社の小野建株式会社へ吸収合併された。

## 沿革
- 1947年3月 - 横浜茂雄が鋼材販売を創業。
- 1948年10月 - 大阪市西区九条に横浜鋼業株式会社を設立。
- 1994年10月 - 日本証券業協会に株式を店頭登録銘柄として登録。
- 2004年12月 - ジャスダックに株式を上場。
- 2008年3月 - 小野建株式会社をスポンサーに迎え入れる。同時に、元・小野建株式会社小倉支店鉄鋼部長である伊藤誠基氏代表取締役社長に就任。
- 2008年9月 - 上場廃止。
- 2008年10月 - 株式交換により小野建株式会社の完全子会社となる。
- 2013年3月 - 小野建株式会社に吸収合併され、解散。